# 宣漢龍屬
宣漢龍屬是獸腳亞目恐龍的一屬，生存於侏儸紀中期的中國。
模式種是七里峽宣漢龍（X. qilixiaensis），是由中國古生物學家董枝明在1984年敘述、命名。正模標本（編號IVPP V.6729）發現於中國四川省的下沙溪廟組；下沙溪廟組是大山鋪組的一部分，年代屬於侏羅紀中期。屬名意為「宣漢縣的蜥蜴」，以化石發現處的達州市宣漢縣為名；種名則是以附近的七里峽風景區為名。
宣漢龍的身長約有4.5公尺長，體重約250公斤。宣漢龍的前肢很長，這在獸腳亞目中很不尋常，因為大部份後期獸腳亞目（例如暴龍）的前肢是很短小的。所以宣漢龍被認為是種原始肉食性恐龍。中國古生物學家董枝明命名宣漢龍時，根據宣漢龍的較長、較強壯前肢，仍保有第四掌骨，而推測牠有可能以四足行走。若真如此，牠將是唯一四足行走的肉食性恐龍。不過其他的古生物學家則不認同，因為牠們的前肢結構，無法讓手掌朝下接觸地面，主張宣漢龍仍是以後肢行走，前狀前肢可能用來獵捕動物。
董枝明最初將宣漢龍歸類於斑龍科。在2009年，Roger Benson發現宣漢龍是種基礎斑龍超科動物。

## 外部連結
- The Theropod Database